# Dallas Mavericks
Los Dallas Mavericks (en español: Aventureros de Dallas), a menudo conocidos con la abreviatura Mavs, son un equipo profesional de baloncesto de los Estados Unidos con sede en Dallas, Texas. Compiten en la División Suroeste de la Conferencia Oeste de la National Basketball Association (NBA) y disputan sus partidos como locales en el American Airlines Center. 
El equipo fue fundado en 1980 y a lo largo de su historia ha ganado un campeonato de la NBA (2011), tres títulos de conferencia y cinco títulos de división.

## Pabellones
- Reunion Arena (1980-2001)
- American Airlines Center (2001-presente)

## Historia

### 1980-1982: Fundación y primeros años

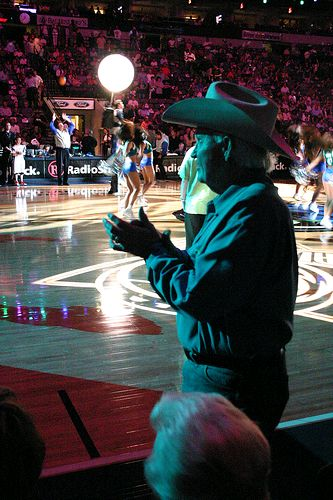
Don Carter, primer propietario de la franquicia.

En 1979, el empresario Don Carter y su socio Norm Sonju solicitaron el permiso para traer una franquicia de la NBA a Dallas. El último equipo profesional de baloncesto había sido Dallas Chaparrals de la ABA, que se mudó a San Antonio en 1973 y se convirtió en San Antonio Spurs.
Es el All-Star de 1980, los propietarios de la liga aprobaron admitir al nuevo equipo, y los Mavericks pagaron 12 millones de dólares para unirse a la NBA en la temporada 1980-81. El nombre del equipo, Mavericks, se puso debido a una comedia de televisión del Oeste llamada Maverick de 1957-1962. James Garner, que en realidad hacía el papel en la serie del protagonista, formó parte del grupo de propietarios de la franquicia. El equipo de baloncesto de la Universidad Texas en Arlington también es conocido como Mavericks. Se unieron a la División Medio Oeste de la Conferencia Oeste, donde permanecieron hasta que la liga fuera reestructurada en seis divisiones en 2004-05. Dick Motta, que había guiado a Washington Bullets al campeonato en 1978, fue el primer entrenador de los Mavericks. Tenía ganada una gran reputación de técnico duro y disciplinario, pero también era un gran conocedor del juego.
Kiki Vandeweghe de UCLA fue seleccionado en el Draft de 1980 en la 11.ª posición, pero el jugador se negó a jugar con los Mavs y fue traspasado a Denver Nuggets junto con una primera ronda de draft de 1986 por dos primeras rondas de draft que posteriormente utilizarían para seleccionar a Rolando Blackman en 1981 y a Sam Perkins en 1984.
El primer partido de la historia de los Mavericks, jugado en el Reunion Arena, finalizó con victoria ante San Antonio Spurs por 103-92. El equipo comenzó la temporada con un poco prometedor 6-40, finalizando 15-67. Sin embargo, Dallas realizó un fichaje que aunque en un primer momento pareciera menor, con el tiempo se convirtió en un jugador de mucha importancia; el base Brad Davis, procedente de la CBA. Comenzando de titular en 26 encuentros, lideró al equipo en asistencias y se convirtió en una pieza clave de los Mavericks, pasando allí los siguientes 12 años y siéndole retirado su dorsal 15 el 14 de noviembre de 1992.
El Draft de 1981 trajo a tres jugadores vitales en la historia de la franquicia. Con la tercera posición seleccionaron al alero Mark Aguirre, con la novena al panameño Rolando Blackman y con la vigesimocuarta a Jay Vincent. Durante los 7 años que Aguirre pasó en Dallas, promedió 24.6 puntos por partido, mientras que Blackman aportó 19.2 en 11 años.
Jay Vincent promedió 21.4 en su primera campaña en la liga, finalizando en el mejor quinteto de rookies de la temporada. Los Mavericks mejoraron su balance a un 28-54, saliendo de las profundidades de la División Medio Oeste y terminando por encima de Utah Jazz.

### 1982-1990: Contendientes de Playoffs
En la temporada 1982-83, los Mavericks eran serios aspirantes a clasificarse para playoffs por primera vez. Hasta el parón del All-Star, su balance era de 25-24, y habían vencido en 12 de sus últimos 15 encuentros. No pudieron aguantar ese ritmo y finalizaron siete partidos por detrás de Denver Nuggets por el sexto y último puesto que daba acceso a playoffs en el Oeste. Su récord final fue de 38-44, lo que significó una mejora de 10 victorias respecto al año anterior, y el hecho de que un equipo de tan solo tres años en la liga haya llegado a estar en puestos de playoffs era bastante notable.
Mark Aguirre lideró a los Mavericks en anotación promediando 24,4 puntos por partido, sexto en la NBA. Jay Vincent y Rolando Blackman contribuyeron con 18,7 y 17,7 puntos por partido respectivamente. Brad Davis fue décimo en asistencias de la liga con 7,2 por partido, y con un 84,5% en tiros libres, sexto.

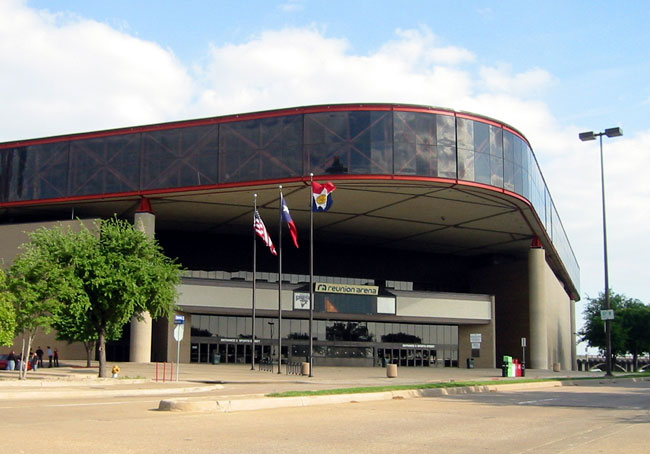
El Reunion Arena fue el pabellón del equipo desde 1980 hasta 2001.

Derek Harper fue seleccionado en la undécima posición del Draft de 1983. El base pasaría una década en el equipo, promediando 15.1 puntos y 6.1 asistencias. El trabajo de los Mavs tuvo su recompensa en la temporada 1983-84, finalizando con un balance positivo por primera vez en su corta historia, 43-39, y segundo en su división. Aguirre fue seleccionado para disputar su primer All-Star Game, y finalizó la campaña promediando 29.5 puntos por noche, segundo en la liga detrás de Adrian Dantley de Utah Jazz.
Dallas finalizó en el cuarto lugar de la Conferencia Oeste, y su primera aparición en playoffs fue exitosa, eliminando en primera ronda a Seattle SuperSonics en cinco partidos. El último encuentro de la serie se jugó en el Moody Coliseum en vez del Reunion Arena, ya que este estaba ocupado debido a un torneo de tenis. En la siguiente ronda, los Lakers de Magic Johnson fueron demasiado para los jóvenes Mavs, que cayeron 4-1.
Pero un traspaso realizado en su primera temporada en la liga dio resultado en 1984, debido a que recibieron la primera ronda de draft de Cleveland Cavaliers y terminó siendo una cuarta posición. Los Mavericks seleccionaron a Sam Perkins de Carolina del Norte, un excelso tirador que promedió 14,4 puntos y 8 rebotes en seis temporadas en Dallas.
Por entonces, Dallas Cowboys, uno de los equipos punteros de la NFL, comenzó su lento y doloroso ocaso que vio su fondo en 1989 con un pésimo 1-15. Los Mavs, sin embargo, vivían su momento más dulce y sustituyeron a los Cowboys como el equipo más popular de la ciudad.
La temporada 1984-85 terminó con mejor récord que la campaña pasada; 44-38. Aguirre volvió a liderar al equipo en anotación con 25,7 puntos por noche, Perkins fue incluido en el mejor quinteto de "novatos" de la temporada y Blackman representó a los Mavs en el All-Star Game de 1985. Dallas regresó un año más a playoffs, pero no tuvo la misma suerte que la campaña anterior. Ganaron a Portland Trail Blazers el primer encuentro de la primera ronda en una doble prórroga, pero los tres siguientes de la serie fueron para los Blazers, dando por finalizada la serie y el concurso de los Mavericks en la postemporada.
Debido al traspaso con los Cavaliers en el pasado, los Mavs tenían la octava posición del Draft de 1985, y la utilizaron para seleccionar al alemán Detlef Schrempf, procedente de la Universidad de Washington. Mostraría destellos de brillantez en sus tres temporadas en el equipo, pero no fue hasta su traspaso a Indiana Pacers cuando desarrolló todo su enorme potencial. Los Mavericks también traspasaron al pívot Kurt Nimphius a Los Angeles Clippers por James Donaldson, quien jugaría en el equipo hasta mediados de la temporada 1991-92.
Blackman volvió a disputar el All-Star Game en 1986, celebrado en Dallas. En la temporada 1985-86, los Mavericks eran un equipo sumamente anotador, con promedios por encima de los 115 puntos por partido. Dallas hizo su tercera aparición consecutiva en playoffs, y derrotó a Utah Jazz en primera ronda. En Semifinales de Conferencia, los Lakers se volvieron a cruzar en su camino. Pero en cuatro de esos encuentros se decidió por un margen de cuatro puntos o menos de diferencia, con los Mavs ganando la mitad de esos partidos. 
Los Mavericks elegirían en el draft en 1986 al pívot Roy Tarpley, un jugador tan talentoso como problemático. En la campaña 1986-87, el equipo realizó la mejor temporada en su historia, con un positivo balance de 55-27, ganando su primer título de división. Pero a pesar de las grandes expectativas que rodeaban al equipo, estos se derrumbaron en playoffs. Tras ganar a los Sonics el primer partido de la primera ronda por 22 puntos, perdieron los tres siguientes y cayeron eliminados.
Después del fracaso de postemporada, Dick Motta, que había dirigido al equipo desde sus inicios, dejó los Mavericks. John MacLeod, que había llevado a playoffs a Phoenix Suns nueve veces en 11 años, incluido unas Finales de la NBA en 1976, se hizo cargo de las riendas del equipo.
La temporada 1987-88 fue otro éxito para la franquicia, finalizando 53-29. Mark Aguirre y James Donaldson jugaron el All-Star Game de 1988, el equipo logró la por entonces mejor racha de su historia con 11 victorias consecutivas, y Blackman anotó el punto 10 000 en su carrera. Aguirre lideró por sexto año consecutivo al equipo en anotación, con 25,1, y Roy Tarpley ganó el Mejor Sexto Hombre con 13,5 puntos y 11,8 rebotes de media.
Aquellos playoffs fueron los mejores del equipo desde su existencia. Vencieron a Houston Rockets en cuatro partidos y a Denver Nuggets en seis, interponiéndose tan solo los Lakers en su camino hacia las Finales en siete encuentros.
La temporada 1988-89 de los Mavericks fue diezmada por las lesiones, sanciones y traspasos de dos de los mejores jugadores de la franquicia. Dallas comenzó el curso 9-3, pero tras estos problemas comenzó a bajar rápidamente. Roy Tarpley violó la política antidrogas de la liga y fue sancionado indefinidamente. A mediados de febrero, Aguirre fue traspasado a Detroit Pistons a cambio de Adrian Dantley. En un principio, Dantley se negó a jugar con los Mavs, resistiendo durante ocho días. Durante este tiempo, Schremppf fue enviado a Indiana por Herb Williams.
El 10 de marzo de 1989, Donaldson se lesionó para toda la temporada. Unos desanimados y desmoralizados Mavericks terminaron la temporada con un balance de 38-44, no tan negativo dado los problemas que le acecharon durante toda la campaña. Esta fue su primera temporada con más derrotas que victorias desde la de 1982-83.
Los Mavericks regresaron a los playoffs en la temporada 1989-90 con un récord de 47-35, pero se trató de otro caos de campaña fuera de las canchas. El 15 de noviembre, tras solo seis encuentros de los Mavs en la temporada, Tarpley fue detenido por conducir borracho y oponerse a la detención. El equipo comenzó 5-6 y MacLeod fue despedido, siendo reemplazado por su asistente Richie Adubato. Tras clasificarse para los playoffs tras ganar los cuatro últimos partidos, fueron eliminados en primera ronda por los Blazers en tres encuentros. Esta sería su última aparición en playoffs hasta 2001.

### 1990-1998: Reconstrucción
El equipo tuvo que afrontar numerosos cambios en 1990, perdiendo a Perkins vía agente libre a los Lakers y sufriendo lesiones prácticamente el quinteto titular del equipo. Los jugadores que lograron fichar (Rodney McCray, Fat Lever y Alex English) estaban todos ellos en el crepúsculo de su carrera. El 9 de noviembre se anunció que Lever se perdía toda la temporada por lesión, y esa misma noche, Tarpley sufrió una lesión en la rodilla que también acabó con la temporada para él. A partir de esto, la temporada para los Mavericks comenzó a empeorar, finalizando con un 28-54, el peor registro de la liga, quedando incluso por detrás de los equipos de segundo año Minnesota Timberwolves y Orlando Magic.
En marzo de 1991, Tarpley fue de nuevo detenido por conducir borracho y suspendido por la NBA una vez más.
Pero las cosas fueron aun peor en la temporada 1991-92. Antes de que comenzara, Tarpley violó la política antidrogas de la liga por tercera vez y fue suspendido de por vida. Los pocos jugadores talentosos que tenía Dallas cayeron lesionados. Los problemas de espalda de Brad Davis forzaron su retirada a mediados de enero, y Fat Lever se lesionó la rodilla de nuevo el 29 de enero, perdiéndose el resto de temporada. El equipo finalizó 20-62.
La temporada 1992-93 comenzó con una seria reconstrucción, con el traspaso de Blackman (que por entonces había superado a Aguirre como el máximo anotador de la franquicia) a New York por una primera ronda de draft. Blackman hizo cuatro apariciones en el All-Star Game en su etapa en Dallas. Herb Williams firmó con los Knicks como agente libre. Lever volvió a ser operado y se perdió toda la temporada de nuevo. Derek Harper fue la única causa de optimismo del equipo, liderando en anotación con 18.3 puntos por partido.
Los Mavericks seleccionaron a Jim Jackson, escolta de Ohio State, en la cuarta posición del Draft de 1992. Jackson solo jugó 28 partidos esa temporada, un año repleto de lesiones y cambios de entrenador. Los Mavericks comenzaron 2-27 y despidieron a Adubato el 13 de enero, siendo reemplazado por Gar Heard. El equipo estuvo cerca de batir el negativo récord del peor registro de una temporada, que ostenta Philadelphia 76ers desde la temporada 1972-73 con 9-73. Finalmente, Dallas consiguió un paupérrimo 11-71.
En el Draft de 1993, los Mavericks escogieron al alero Jamal Mashburn, procedente de Kentucky, en la cuarta posición, y ficharon como entrenador a Quinn Buckner, pero el progreso fue mínimo, por no decir peor. Parte del problema fue que Buckner comenzó a emular el modelo disciplinario de su entrenador de universidad, Bobby Knight. La joven plantilla no respondió positivamente al severo estilo de entrenamiento de Buckner, y comenzó 1-23. Hacia finales de enero su registro era de 3-40, y era de nuevo posible superar el balance de los antiguos 76ers. Pero un récord de 5-9 en febrero y abril, además del aflojamiento de las riendas de Buckner, mejoró las cosas y el equipo finalizó con un 13-69. Aun así, seguía siendo el peor registro de la temporada, aunque se había evitado batir el récord negativo de Philadelphia.

Tras la penosa temporada, Buckner fue despedido. Repescaron a Dick Motta, un técnico que lideró a los Mavs en sus mejores temporadas. En el Draft de 1994, Dallas seleccionó al prometedor base Jason Kidd, pieza vital en la formación de las populares "Tres Js", junto con Jackson y Mashburn.

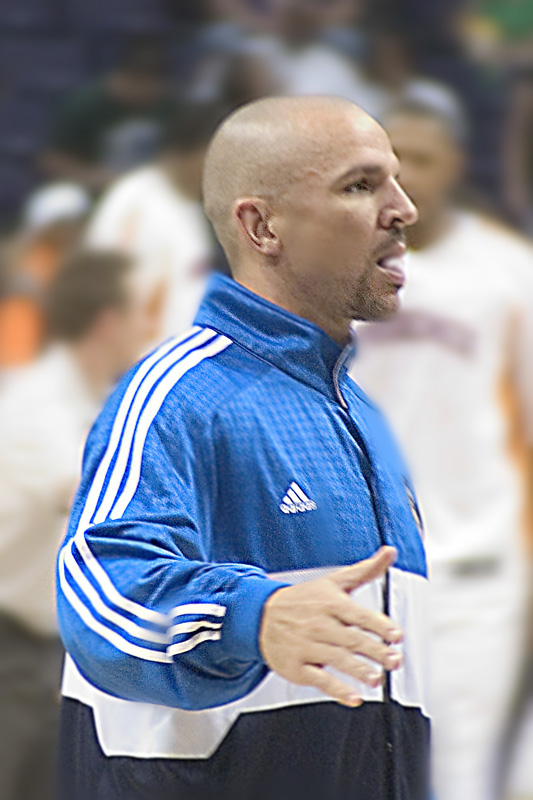
Jason Kidd fue seleccionado en el Draft de 1994 por los Mavericks.

La adquisición de Kidd mejoró al equipo en la campaña 1994-95, promediando 11,7 puntos, 5,4 rebotes y 7,7 asistencias en su primera temporada en la liga, e incluso lideró la NBA en triples-dobles ese año. Roy Tarpley volvió a la liga tras tres años, ayudando con 12,6 puntos y 8,2 rebotes.
El tándem Jim Jackson-Jamal Mashburn fue el dúo más anotador de la liga, promediando el primero 25,7 puntos (aunque sufrió un esguince de tobillo en febrero que le hizo perderse el resto de temporada) por 24,1 de J-Mash. El alero de segundo año Popeye Jones también cuajó una gran campaña, aportando 10,6 rebotes por noche y liderando la liga en rebotes ofensivos.
La mejora de los Mavs fue palpable, escalando hasta la décima posición del Oeste y con un registro notable de 36-46, solo cinco partidos por debajo de Denver Nuggets para clasificarse a playoffs. Esta fue la mejora más grande de una temporada a otra de la franquicia, y la mayor de la liga. 
Muchos esperaron a que este positivo cambio en el rumbo del equipo les sirviera para conseguir una plaza en playoffs, algo que no lograban desde 1990, pero a pesar de un comienzo de 4-0 en la temporada 1995-96, esta fue una decepción.
Por segunda vez en su carrera, Tarpley fue sancionado de por vida por violar la política antidroga de la liga, y no volvería a jugar jamás en la NBA, y debido a lesiones de rodilla, Mashburn tan solo pudo disputar 18 partidos esa campaña.
Las otras dos estrellas del equipo, Kidd y Jackson, tuvieron problemas entre ellos durante toda la temporada, aunque ello no entorpeciera su estrellato individual. Jackson lideró al equipo en anotación con 19,6 puntos por noche, acertó 121 triples y fue el único maverick en jugar los 82 partidos de liga. Kidd se convirtió en el primer jugador en la historia del equipo en disputar de titular el All-Star Game, terminó segundo en asistencias en la liga y cuarto en robos, mientras promedió 16,6 puntos por encuentro. George McCloud, quien promedió 9,6 puntos la temporada anterior, progresó hasta los 18,9 puntos por noche, gracias en parte a su acierto desde el perímetro, lo que le convertía en una amenaza constante en la cancha. En total, anotó 257 triples ese año. En general, los Mavericks convirtieron 735 de los 2.039 tiros de tres que intentaron, ambos nuevos récords. 
Los Mavericks finalizaron con un registro de 26-56, en quinto lugar de la División Medio Oeste y a 33 partidos del primer lugar. Motta fue despedido y sustituido por Jim Cleamons, asistente de los Chicago Bulls. Por su parte, Don Carter, primer y único propietario de la franquicia hasta entonces, vendió los Mavericks a un grupo de inversores liderado por H. Ross Perot, Jr.
La temporada 1996-97 fue de transición para los Mavericks, en la que básicamente remodelaron su plantilla completa; 27 caras nuevas se vieron en el vestuario del equipo, batiendo un récord en la NBA. Cuando la temporada llegó a su fin, solamente el novato Samaki Walker continuó en el equipo.
El primer movimiento notable llegó en diciembre, traspasando a Jason Kidd, Loren Meyer y Tony Dumas a Phoenix Suns por Michael Finley, Sam Cassell y A.C. Green. Finley fue el jugador que más rápidamente brilló, promediando alrededor de 20 puntos por noche en las siguientes siete campañas en Dallas, además de dos apariciones en el All-Star Game y de no perderse ningún partido hasta la temporada 2001-02.
Don Nelson fue fichado como general mánager el 7 de febrero, y se tomó poco tiempo para dejar su señal en el equipo. Una semana después de su fichaje, los Mavs cortaron a Fred Roberts y Oliver Miller y traspasaron a Jamal Mashburn a Miami Heat por Kurt Thomas, Martin Müürsepp y el bosnio Sasha Danilović. 
Este cambio realmente no le salió bien a Dallas. Thomas no jugó en la temporada 1996-97, y tan solo terminó jugando cinco encuentros con la camiseta de los Mavericks antes de ser enviado a New York Knicks. Danilović jugó 13 partidos antes de que su contrato llegara a su fin y firmara con la Buckler Bologna de la liga italiana, y Müürsepp disputó 73 encuentros en dos años con los Mavs antes de abandonar la NBA. 
Chris Gatling fue el único representante del equipo en el All-Star Game, pero no duraría mucho en la Dallas. En uno de los traspasos más grandes en cuanto a número de jugadores de la historia, los Mavericks traspasaron a Chris Gatling, Jim Jackson, Sam Cassell, George McCloud y Eric Montross a New Jersey Nets por el pívot Shawn Bradley, Ed O'Bannon y los bases Khalid Reeves y Robert Pack. Nelson subrayó que los movimientos eran necesarios porque la situación en el vestuario era inaceptable. Bradley, jugador que destacaba por sus 2,29 m (7′ 6″) de altura, jugaría ocho años y medio en Dallas presentando modestas contribuciones y aportando números decentes en tapones.
El novato base Erick Strickland, no elegido en el draft, fue una sorpresa agradable para el equipo promediando 10.6 puntos por noche. Junto con Finley y Bradley, fue el corazón de los nuevos Mavs. Pero los constantes cambios hicieron imposible establecer cualquier tipo de química en la plantilla de la temporada 1996-97, y los Mavericks terminaron 24-58. La buena noticia es que adquirieron jugadores que en un futuro serían muy importantes en el equipo.

### 1998-2019: La era de Dirk Nowitzki

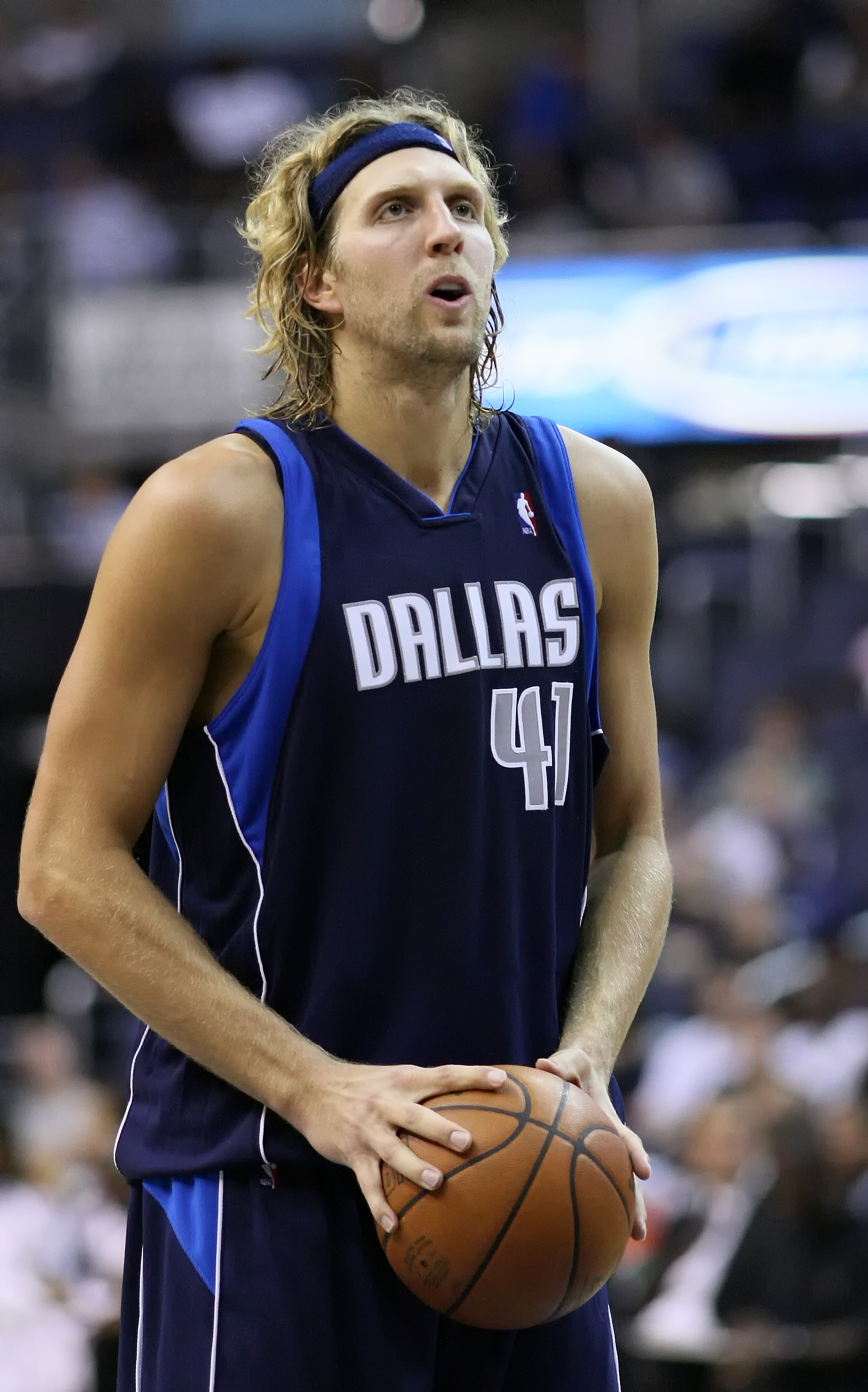
Dirk Nowitzki fue la estrella de los Mavs durante dos décadas.

En la temporada del cierre patronal, la temporada 1998-99, los Mavericks terminaron con un decente 19-31, pero Michael Finley y Gary Trent presentaron unos sólidos números y condujeron al equipo a su primer registro positivo en casa (15-10). Notables fueron las adquisiciones del alemán Dirk Nowitzki y del base canadiense Steve Nash, dos movimientos aparentemente inespectaculares que tendrían un gran impacto en el futuro.
En la temporada siguiente el equipo por fin despertó y comenzó a ganar en una base constante. Liderado por Finley, los Mavericks realizaron la primera temporada de más de 40 victorias desde 1990. Nowitzki fue de gran ayuda, estableciéndose en la liga como una potente amenaza ofensiva. 
El 14 de enero de 2000, el grupo de Perot vendió la franquicia al empresario de Internet Mark Cuban por 285 millones de dólares. Cuban inmediatamente intenta revitalizar al equipo y aumentar la popularidad del mismo en Dallas y a nivel nacional. Sus polémicos movimientos (permitió a Dennis Rodman vivir en su casa durante una semana antes de que el jugador firmara por los Mavs) y su abierta personalidad le hicieron convertirse rápidamente en un ídolo para la afición del equipo. También ha gastado millones de dólares debido a multas por violaciones de reglas de la NBA. 
En la campaña 2000-01, los Mavericks mejoraron aún más y lograron un balance de 53-29, abastecido de combustible por un impresionante triángulo ofensivo formado por Nowitzki, Finley y Nash. Minutos antes del final del plazo para realizar traspasos, los Mavericks enviaron a Hubert Davis, Christian Laettner, Courtney Alexander y Etan Thomas a Washington Wizards por Juwan Howard, Calvin Booth y Obinna Ekezie. En playoffs, por primera vez en 11 años, eliminaron por la mínima a Utah Jazz en primera ronda, avanzando a segunda ronda por segunda vez desde 1988. Finalmente serían eliminados por San Antonio Spurs en cinco partidos. Esta sería también la última campaña del equipo en el Reunion Arena antes de mudarse al moderno American Airlines Center.
En la temporada 2001-02, la temporada fue un éxito gracias al positivo balance de 57-25 y a las grandes ganancias en taquilla. La campaña también vio un cambio del logo, de los uniformes y de los colores, eliminando el popular sombrero de vaquero del escudo por uno nuevo formado por un caballo y los colores del blanco y azul, dejando atrás el verde. Otro traspaso finalizando el plazo de fichajes se pudo presenciar esa campaña, en el que traspasaban a Juwan Howard, Tim Hardaway y Donnell Harvey a Denver Nuggets a cambio de Raef LaFrentz, Nick Van Exel, Tariq Abdul-Wahad y Avery Johnson. Los Mavericks barrieron a Minnesota Timberwolves en la primera ronda de playoffs, pero cayeron de nuevo en segunda ronda, esta vez con Sacramento Kings.
Pero fue en la siguiente campaña cuando los Mavericks se abrieron camino definitivamente. Comenzaron el año con un balance de 14-0, a punto de superar el récord de mejor comienzo en una temporada que posee Houston Rockets con un 15-0 en la temporada 1993-94. Dallas terminó la temporada regular con un 60-22, asombrando a admiradores y críticos con su brillante ataque. Liderados por el "Gran Trío" Nowitzki-Finley-Nash, los Mavericks llegaron a las Finales de Conferencia y se vieron las caras con San Antonio Spurs. Sin embargo, con la serie empatada a 1, Dirk Nowitzki, el máximo anotador del equipo, se lesionó la rodilla en el tercer partido y tuvo que perderse el resto de la serie. Al final, la eliminatoria se decidió en seis partidos para los Spurs.
En la temporada 2003-04 llegaron muchas caras nuevas al vestuario de los Mavs; Antawn Jamison, Danny Fortson, Jiri Welsch y Chris Mills llegaron desde Golden State a cambio de Nick Van Exel, Evan Eschmeyer, Popeye Jones, Avery Johnson y Antoine Rigaudeau. Otro gran movimiento envió a Raef LaFrentz, Chris Mills y Jiri Welsch a Boston por Antoine Walker y Tony Delk. Aunque no había mucha química en el equipo, se clasificaron sin problemas para la postemporada. Con el trío Nowitzki-Finley-Nash y Jamison, el Mejor Sexto Hombre de la NBA, los Mavericks continuaron con su reputación del mejor equipo ofensivo de la liga. Una de las sorpresas más agradables fueron los rookies Josh Howard y Marquis Daniels, que impactaron inmediatamente. Sin embargo, el equipo fue una decepción en playoffs y en primera ronda cayó ante Sacramento Kings.
En la temporada 2004-05 llegaron al equipo el pívot Erick Dampier, el base Jason Terry, el veloz rookie Devin Harris, el anotador Jerry Stackhouse y el defensor Alan Henderson. A pesar de perder a Steve Nash vía agente libre (se marchó a Phoenix Suns), las nuevas adquisiciones reforzaron defensivamente al equipo. El clásico estilo del run and gun cambió por un estilo más equilibrado del juego. En el parón del All-Star, los Mavs consiguieron a Keith Van Horn por Calvin Booth y Henderson. 
El 19 de marzo, el veterano entrenador Don Nelson dimitió y su asistente Avery Johnson se encargó de sustituirle. Bajo la tutela de Johnson, el equipo se hizo más fuerte defensivamente y lograron un balance de 58-24.
Los Mavericks eliminaron a Houston Rockets en siete duros partidos, pero en Semifinales de Conferencia perdieron contra Phoenix Suns, liderados precisamente por el base Steve Nash. Justo después, el pívot Shawn Bradley se retiró del baloncesto tras haber pasado ocho temporadas y media en el equipo texano.
Antes del Draft de 2005, los Mavericks traspasaron todas sus posiciones en el mismo y se quedaron con las manos vacías. El 15 de agosto de 2005, el veterano Michael Finley fue cortado bajo la nueva "Allan Houston Rule". Conforme a esta regla, Orlando Magic hizo lo mismo con Doug Christie, quien posteriormente fichó por los Mavs. Otras caras nuevas como DeSagana Diop, Rawle Marshall y Josh Powell llegaron al equipo. 
Hasta el final de temporada, los Mavericks estuvieron en continua batalla con los Spurs por el título de división y por el primer puesto de conferencia. Sin embargo, no alcanzaron el título y tuvieron que conformarse con la cuarta plaza, con un balance de 60-22 y con Avery Johnson nombrado el Mejor Entrenador del Año. En playoffs, barrieron a Memphis Grizzlies en primera ronda y en semifinales vivieron una serie agónica ante los Spurs. Cinco de sus siete partidos se decidieron en el último minuto, incluido el último, que llegó a la prórroga. Bajo la dirección de Nowitzki y un banquillo tremendamente profundo, los Mavs avanzaron hasta Finales de Conferencia donde se enfrentarían de nuevo ante los Suns. La serie se decidió en seis partidos a favor de los texanos, en parte gracias a su gran defensa. Con ello, llegaban a las Finales de la NBA por primera vez en su historia.
Los Mavericks llegaron a sus primeras Finales tras derrotar a los Suns en el sexto encuentro de la serie el 3 de junio de 2006 en el US Airways Center de Phoenix. Se enfrentaron a Miami Heat, y con la ventaja de campo a su favor ganaron los dos primeros partidos. Tras el segundo encuentro, los funcionarios de la ciudad de Dallas ya habían planificado el desfile de victoria. Sin embargo, a partir del tercer partido los Mavs desaprovecharon una ventaja de 2-0 ante unos Heat liderados por un espléndido Dwyane Wade, que promedió 36 puntos en los siguientes cuatro partidos.
Wade llevó a los Heat al triunfo, anotando 42 puntos y recogiendo 13 rebotes en el ajustado tercer partido (98-96). En el cuarto, la ventaja fue de 24 puntos de diferencia (74-98), con un Wade inmenso de nuevo con 36 puntos. Ya en el quinto y el que a la postre sería el último en Miami, tan solo un punto de diferencia separó en el marcador a ambos equipos. Wade una vez más se erigió como héroe anotando la canasta que mandaba el partido a la prórroga, y ya en ella, unos tiros libres que le daban la victoria. Wade finalizó con 43 puntos. 
De vuelta a Dallas, en el sexto encuentro Wade volvió a martirizar a los Mavericks con 36 puntos, ayudados por los cinco tapones de Alonzo Mourning. Los Mavericks se convertían en el tercer equipo en la historia de la NBA (primero desde 1977) en desaprovechar una ventaja de 2-0. En el tercer encuentro los Mavs llegaron a tener una ventaja de 13 puntos en el marcador a falta de siete minutos para el final del encuentro, pero un parcial de 22-7 para los Heat cambió totalmente el panorama, finalmente terminando 98-96 para los de Florida. Se trató de la mayor remontada en playoffs de la historia de la franquicia.
Tras un flojo comienzo (0-4), los Mavericks remontaron y consiguieron un histórico 52-5 en los siguientes 57 partidos. Finalizaron la temporada con un balance de 67-15, primeros en la liga y sexto mejor récord de la historia de la NBA. Nowitzki tuvo una campaña dominante, ganando el premio MVP de la temporada (primer europeo en conseguirlo y único hasta el momento) y liderando a los Mavericks a la mejor temporada regular de su historia. Promedió 24,6 puntos, 8,9 rebotes y 3,4 asistencias en 36,2 minutos por noche. Junto con Josh Howard, el alemán disputó una vez más el All-Star Game. Sin embargo, rápidamente terminó la euforia para los de Texas. En playoffs se encontraron con Golden State Warriors, octavos en el Oeste, equipo que les había ganado los tres partidos en temporada regular.
Los Warriors dieron la sorpresa ganando el primer partido, aunque en la segunda cita los Mavericks igualaron la serie en un encuentro en el que tanto Baron Davis como Stephen Jackson fueron expulsados. Los explosivos Warriors desmantelaron a su rival en los dos partidos siguientes, resumidos en victoria, y convirtiendo a Nowitzki, recién nombrado MVP, en una presa fácil y débil. Tras una victoria de los Mavericks por 118-112, llegó la sentencia de los californianos, que con un 4-2 eliminaron a Dallas y accedieron a las Semifinales de Conferencia. Golden State se convirtió en el primer equipo que elimina al campeón de conferencia clasificándose octavos en la misma desde que se impuso la eliminatoria de primera ronda al mejor de siete partidos.
En la temporada 2007-2008 los Mavs se hicieron con los servicios del veterano base Jason Kidd, procedente de New Jersey Nets, junto a Malik Allen y Antoine Wright, y que llegaron a cambio de Devin Harris, DeSagana Diop, Trenton Hassell, Moe Ager y Keith Van Horn y de dos futuras primeras rondas del draft.
Los Mavericks finalizaron la temporada con un balance de 51-31, consiguiendo su octava campaña consecutiva con más de 50 victorias. Tras el fiasco de los playoffs pasados, se encontraron a los New Orleans Hornets del base Chris Paul, segundo clasificado de la Conferencia Oeste en la temporada regular. Los Hornets no dieron opción a los Mavericks, eliminándoles por 4-1 en la primera ronda, lo cual resultó en el despido urgente de Avery Johnson, pasado Entrenador del Año de la NBA en 2006, como técnico del equipo el 30 de abril de 2008, a la vez que se anunciaron drásticos cambios para la siguiente campaña.
En la temporada 2010-11 el equipo consiguió por fin, 5 años después del subcampeonato ante el Miami Heat el ansiado título, precisamente ante el mismo equipo.
Tras una buena temporada regular el equipo llegó 3° en el oeste a las finales con un global de 57-25. En la primera ronda superaron 4-2 a los Portland Trail Blazers, para después en las Semifinales de Conferencia barrer a los por entonces bicampeones Los Angeles Lakers 4-0, accediendo de esa manera a las finales de conferencia en las que derrotaron al Oklahoma City Thunder en cinco juegos 4-1. Y así, aun con los pronósticos en contra, llegaron a otras finales de NBA, y con una motivación extra al enfrentar al equipo que se las ganó en 2006. Sin embargo, para estas finales los Miami Heat partían como favorito con su llamado Big three (LeBron James, Dwyane Wade y Chris Bosh). El primer partido se lo llevaron los Heat con un 92-84 y una gran actuación de sus estrellas, especialmente de Wade, pero para el segundo Dirk Nowitzki sacaría la cara y con ayuda de sus compañeros especialmente Jason Terry y Shawn Marion empataron la serie con un marcador de 95 a 93. Entonces la serie se trasladó a Dallas, pero los Heat nuevamente tomaron ventaja en el tercer partido por marcador de 88 a 86, con la serie en contra 2 a 1 Dallas sabía que debía ganar a como sea, y así lo hizo en el cuarto partido, y la serie se empató 2-2. El quinto y último partido en Dallas era decisivo para las aspiraciones de ambos por conseguir el título. Miami demostró muchas dudas y con un LeBron James dando uno de los peores partidos de su carrera, Dallas con 29 puntos de Nowitzki, tomando ventaja 3 a 2 en la serie. A un partido del soñado primer título que se le había negado durante años. Para el sexto juego con una destacada actuación de Jason Terry con 27 puntos, un revulsivo José Juan Barea añadidos al aporte tanto ofensivo como defensivo de Jason Kidd, Shawn Marion y DeShawn Stevenson hicieron que no se notara la pobre actuación de los 3 primeros cuartos del juego de Nowitzki, que para el último cuarto aporto puntos, y añadidos a las pérdidas de balón y facilidades defensivas y ofensivas de Miami hicieron que Dallas se consagrara campeón de la NBA por primera vez en su historia con un marcador 105 a 95.
A Dirk Nowitzki le fue otorgado el Premio Bill Russell al MVP de las Finales de la NBA, primer jugador de la franquicia en hacerlo y primer alemán en lograrlo. Además cabe destacar que Dallas ha ganado 50 o más partidos de temporada regular en 11 temporadas consecutivas.
Para la temporada 2011-12 (que incluía lockout), que los Dallas afrontaban como vigentes campeones, traspasaron a Tyson Chandler a New York Knicks, Pedja Stojaković se retiró del baloncesto, el puertorriqueño José Juan Barea marchó libre a Minnesota Timberwolves, y DeShawn Stevenson fichó por los New Jersey Nets. Los Mavericks se hicieron con el veterano Vince Carter, Lamar Odom que llegó a coste cero procedente de Los Angeles Lakers, y Delonte West que llegó procedente de Boston Celtics. Los Mavericks afrontaban esta nueva temporada con la aspiración de revalidar anillo, pero comenzaron de manera muy irregular. El equipo sufrió la ausencia de un Lamar Odom que no se encontraba a gusto en Dallas, por lo que el equipo lo apartó antes de los playoffs. Los Mavericks entraron en la séptima posición para playoffs teniendo que enfrentarse a Oklahoma City Thunder, y siendo humillados con un 4-0 de global.
En la temporada 2012-13, los Mavericks decidieron fichar jugadores por un año y libres, como Chris Kaman, O.J. Mayo o Elton Brand, con el propósito de dejar espacio salarial suficiente con el que contratar una gran estrella e iniciar la reconstrucción. También llegarían Darren Collison y Dahntay Jones procedentes de Indiana Pacers a cambio de Ian Mahinmi. A su vez, se marcharon libres importantes pilares del anillo de la 2010-11 como Jason Kidd o Jason Terry.
[actualizar]

### 2018-2025: La era de Luka Dončić
En el Draft de 2018, se hacen con el base esloveno Luka Dončić, que desde el primer momento se convierte en titular y consigue el premio al Rookie del Año. El 31 de enero de 2019, se hacen con Kristaps Porziņģis junto a Tim Hardaway Jr., Courtney Lee y Trey Burke a cambio de Dennis Smith Jr., DeAndre Jordan, Wesley Matthews y dos futuras elecciones de primera ronda del draft que envían por el traslado a New York Knicks. A pesar de ello los Mavs no consiguen alcanzar los playoffs por tercer año consecutivo.
En la 2019-20 con la pareja Doncic-Porzingis, consiguen acceder a postemporada por primera vez desde 2016. Pero en primera ronda cayeron ante Los Angeles Clippers de Kawhi Leonard, por 2-4.
Durante la temporada 2020-21, el equipo no consiguió ninguna incorporación importante, pero terminó con un balance de 42–30, en quinta posición de su conferencia, y clasificándose para playoffs por segundo año consecutivo. En primera ronda cayeron de nuevo ante los Clippers en el séptimo partido (3-4).
De cara a la temporada 2021-22, el equipo no consiguió ninguna incorporación importante en verano, pero en febrero de 2022 traspasó al letón Porziņģis a cambio de Spencer Dinwiddie y Dāvis Bertāns y terminó con un balance de 52–30, en cuarta posición de su conferencia, y clasificándose para playoffs por tercer año consecutivo. En primera ronda se deshicieron de Utah Jazz (4-2), y en semifinales de conferencia en el séptimo partido de Phoenix Suns (4-3), pero cayeron en las finales de conferencia ante los a la postre campeones Golden State Warriors (1-4).
En el verano de 2022 los Mavs perdieron a Jalen Brunson, quien fichó por los Knicks como agente libre. A mitad de temporada el equipo hizo un traspaso por Kyrie Irving a cambio de Dinwiddie y Dorian Finney-Smith. A pesar de ello, los Mavericks colapsaron en el último tramo de competición y finalizaron la campaña 2022-23 en decimosegunda posición de su conferencia, perdiéndose los Playoffs por primera vez desde 2019. La NBA abrió una investigación ante la decisión de los Mavericks de no convocar a Irving y sentar a Dončić durante la mayor parte del penúltimo partido de temporada regular, en el que el equipo todavía tenía opciones de luchar por meterse en el Play-in.
El inicio de la temporada 2023-24 no fue todo lo bueno que se esperaba en Dallas. El equipo volvió a firmar a Irving y llegó a finales de enero con un balance de 26-22, pero a raíz de las incorporaciones de Daniel Gafford y P. J. Washington cerca del cierre del periodo de traspasos, los Mavericks mejoraron y concluyeron el curso en la quinta posición del Oeste con un registro de 50-32. En Playoffs eliminaron a Los Angeles Clippers, Oklahoma City Thunder y Minnesota Timberwolves para meterse en sus primera Finales de la NBA desde las de 2011. Sin embargo, los Mavs fueron derrotados en cinco encuentros por los Boston Celtics.
Para la temporada 2024-25 el principal fichaje fue el de Klay Thompson, que llegó procedente de los Warriors en un sign-and-trade en el estuvieron involucrados seis equipos. Con los Mavericks en el octavo puesto de la Conferencia Oeste con un balance de 26-23, el 2 de febrero de 2025 el equipo puso fin repentinamente a la era Dončić traspasando al esloveno a Los Angeles Lakers a cambio de Anthony Davis, Max Christie y un pick de primera ronda del Draft de 2029. Maxi Kleber y Markieff Morris también fueron enviados a Los Ángeles.

### 2025-presente
El mes posterior al traspaso de Dončić fue una sucesión de infortunios para los Mavericks. Anthony Davis sufrió una lesión en el aductor en su debut con la franquicia texana que lo tuvo mes y medio de baja. Dos días después, Daniel Gafford se lesionó el ligamento lateral interno, dejando al equipo sin jugadores interiores. El 3 de marzo de 2025, Kyrie Irving se rompió el ligamento cruzado anterior de la rodilla izquierda y se perdió el resto de la temporada. Los Mavs terminaron el curso en la décima posición del Oeste con un balance de 39-43. Lograron ganar a los Sacramento Kings en el primer partido del Play-in, pero en el segundo fueron derrotados por los Memphis Grizzlies, por lo que se quedaron fuera de Playoffs.

## Trayectoria
Nota: G: Partidos ganados P:Partidos perdidos %:porcentaje de victorias
| Temporada        | G    | P    | %    | Playoffs                                                                                | Resultados                                                                             |
| ---------------- | ---- | ---- | ---- | --------------------------------------------------------------------------------------- | -------------------------------------------------------------------------------------- |
| Dallas Mavericks |      |      |      |                                                                                         |                                                                                        |
| 1980-81          | 15   | 67   | .183 |                                                                                         |                                                                                        |
| 1981-82          | 28   | 54   | .341 |                                                                                         |                                                                                        |
| 1982-83          | 38   | 44   | .463 |                                                                                         |                                                                                        |
| 1983-84          | 43   | 39   | .524 | Gana 1.ª Ronda Pierde Semifinales Conferencia                                           | Dallas 3, Seattle 2 LA Lakers 4, Dallas 1                                              |
| 1984-85          | 44   | 38   | .537 | Pierde 1.ª Ronda                                                                        | Portland 3, Dallas 1                                                                   |
| 1985-86          | 44   | 38   | .537 | Gana 1.ª Ronda Pierde Semifinales Conferencia                                           | Dallas 3, Utah 1 LA Lakers 4, Dallas 2                                                 |
| 1986-87          | 55   | 27   | .671 | Pierde 1.ª Ronda                                                                        | Seattle 3, Dallas 1                                                                    |
| 1987-88          | 53   | 29   | .646 | Gana 1.ª Ronda Gana Semifinales Conferencia Pierde Finales Conferencia                  | Dallas 3, Houston 1 Dallas 4, Denver 2 LA Lakers 4, Dallas 3                           |
| 1988-89          | 38   | 44   | .463 |                                                                                         |                                                                                        |
| 1989-90          | 47   | 35   | .573 | Pierde 1.ª Ronda                                                                        | Portland 3, Dallas 0                                                                   |
| 1990-91          | 28   | 54   | .341 |                                                                                         |                                                                                        |
| 1991-92          | 22   | 60   | .268 |                                                                                         |                                                                                        |
| 1992-93          | 11   | 71   | .134 |                                                                                         |                                                                                        |
| 1993-94          | 13   | 69   | .159 |                                                                                         |                                                                                        |
| 1994-95          | 36   | 46   | .439 |                                                                                         |                                                                                        |
| 1995-96          | 26   | 56   | .317 |                                                                                         |                                                                                        |
| 1996-97          | 24   | 58   | .293 |                                                                                         |                                                                                        |
| 1997-98          | 20   | 62   | .244 |                                                                                         |                                                                                        |
| 1998-99          | 14   | 36   | .280 |                                                                                         |                                                                                        |
| 1999-2000        | 40   | 42   | .488 |                                                                                         |                                                                                        |
| 2000-01          | 53   | 29   | .646 | Gana 1.ª Ronda Pierde Semifinales Conferencia                                           | Dallas 3, Utah 2 San Antonio 4, Dallas 1                                               |
| 2001-02          | 57   | 25   | .695 | Gana 1.ª Ronda Pierde Semifinales Conferencia                                           | Dallas 3, Minnesota 0 Sacramento 4, Dallas 1                                           |
| 2002-03          | 60   | 22   | .732 | Gana 1.ª Ronda Gana Semifinales Conferencia Pierde Finales Conferencia                  | Dallas 4, Portland 3 Dallas 4, Sacramento 3 San Antonio 4, Dallas 2                    |
| 2003-04          | 52   | 30   | .634 | Pierde 1.ª Ronda                                                                        | Sacramento 4, Dallas 1                                                                 |
| 2004-05          | 58   | 24   | .707 | Gana 1.ª Ronda Pierde Semifinales Conferencia                                           | Dallas 4, Houston 3 Phoenix 4, Dallas 2                                                |
| 2005-06          | 60   | 22   | .732 | Gana 1.ª Ronda Gana Semifinales Conferencia Gana Finales Conferencia Pierde Finales NBA | Dallas 4, Memphis 0 Dallas 4, San Antonio 3 Dallas 4, Phoenix 2 Miami 4, Dallas 2      |
| 2006-07          | 67   | 15   | .817 | Pierde 1.ª Ronda                                                                        | Golden State 4, Dallas 2                                                               |
| 2007-08          | 51   | 31   | .622 | Pierde 1.ª Ronda                                                                        | New Orleans 4, Dallas 1                                                                |
| 2008-09          | 50   | 32   | .610 | Gana 1.ª Ronda Pierde Semifinales Conferencia                                           | Dallas 4, San Antonio 1 Denver 4, Dallas 1                                             |
| 2009-10          | 55   | 27   | .671 | Pierde 1.ª Ronda                                                                        | San Antonio 4, Dallas 2                                                                |
| 2010-11          | 57   | 25   | .695 | Gana 1.ª Ronda Gana Semifinales Conferencia Gana Finales Conferencia Gana Finales NBA   | Dallas 4, Portland 2 Dallas 4, LA Lakers 0 Dallas 4, Oklahoma City 1 Dallas 4, Miami 2 |
| 2011-12          | 36   | 30   | .545 | Pierde 1.ª Ronda                                                                        | Oklahoma City 4, Dallas 0                                                              |
| 2012-13          | 41   | 41   | .500 |                                                                                         |                                                                                        |
| 2013-14          | 49   | 33   | .598 | Pierde 1.ª Ronda                                                                        | San Antonio 4, Dallas 3                                                                |
| 2014-15          | 50   | 32   | .610 | Pierde 1.ª Ronda                                                                        | Houston 4, Dallas 1                                                                    |
| 2015-16          | 42   | 40   | .512 | Pierde 1.ª Ronda                                                                        | Oklahoma City 4, Dallas 1                                                              |
| 2016-17          | 33   | 49   | .402 |                                                                                         |                                                                                        |
| 2017-18          | 24   | 58   | .293 |                                                                                         |                                                                                        |
| 2018-19          | 33   | 49   | .402 |                                                                                         |                                                                                        |
| 2019-20          | 43   | 32   | .573 | Pierde 1.ª Ronda                                                                        | LA Clippers 4, Dallas 2                                                                |
| 2020-21          | 42   | 30   | .583 | Pierde 1.ª Ronda                                                                        | LA Clippers 4, Dallas 3                                                                |
| 2021-22          | 52   | 30   | .634 | Gana 1.ª Ronda Gana Semifinales Conferencia Pierde Finales Conferencia                  | Dallas 4, Utah 2 Dallas 4, Phoenix 3 Golden State 4, Dallas 1                          |
| 2022-23          | 38   | 44   | .463 |                                                                                         |                                                                                        |
| 2023-24          | 50   | 32   | .610 | Gana 1.ª Ronda Gana Semifinales Conferencia Gana Finales Conferencia Pierde Finales NBA | Dallas 4, LA Clippers 2 Dallas 4, Oklahoma 2 Dallas 4, Minnesota 1 Boston 4, Dallas 1  |
| 2024-25          | 39   | 43   | .476 |                                                                                         |                                                                                        |
| Totales          | 1836 | 1789 | .506 |                                                                                         |                                                                                        |
| Playoffs         | 118  | 131  | .474 | 1 Campeonato                                                                            | 1 Campeonato                                                                           |

## Jugadores

### Miembros delBasketball Hall of Fame
- Alex English
- Steve Nash
- Jason Kidd
- Dirk Nowitzki

### Números retirados
- 41 Dirk Nowitzki , Ala-Pívot 1998-2019[43]
- 12 Derek Harper, Base, 1983-94; 1996-97
- 15 Brad Davis, Base, 1980-91
- 22 Rolando Blackman, Escolta, 1981-92

En enero de 2020, debido a su fallecimiento, la franquicia decidió quitar de circulación el dorsal número 24 de Kobe Bryant. Aunque no jugó en el equipo, se decidió homenajearlo de esta manera en reconocimiento a su carrera tras su muerte en accidente de helicóptero.

### Líderes estadísticos
Puntos totales temporada regular
| #                                          | Jugador          | Temporadas                     | Promedio | Partidos | Total  |
| ------------------------------------------ | ---------------- | ------------------------------ | -------- | -------- | ------ |
| 1                                          | Dirk Nowitzki    | 1998 - 2019 (20)               | 20,7     | 1 522    | 31 560 |
| 2                                          | Rolando Blackman | 1981 - 1992 (11)               | 19,2     | 865      | 16 643 |
| 3                                          | Mark Aguirre     | 1981 - 1989 (8)                | 26,0     | 536      | 13 930 |
| 4                                          | Derek Harper     | 1983 - 1994 / 1996 - 1997 (12) | 14,4     | 872      | 12 597 |
| 5                                          | Michael Finley   | 1996 - 2005 (9)                | 19,8     | 626      | 12 389 |
| 6                                          | Jason Terry      | 2004 - 2012 (8)                | 16,1     | 619      | 9 953  |
| Nota actualizados a 6 de diciembre de 2019 |                  |                                |          |          |        |

Rebotes totales temporada regular
| #                                          | Jugador         | Temporadas       | Promedio | Partidos | Total  |
| ------------------------------------------ | --------------- | ---------------- | -------- | -------- | ------ |
| 1                                          | Dirk Nowitzki   | 1998 - 2019 (20) | 7,5      | 1 522    | 11 489 |
| 2                                          | James Donaldson | 1986 - 1994 (8)  | 9,5      | 484      | 4 589  |
| 3                                          | Sam Perkins     | 1984 - 1990 (6)  | 8,0      | 471      | 3 767  |
| 4                                          | Shawn Bradley   | 1996 - 2005 (9)  | 7,2      | 582      | 3 861  |
| 5                                          | Michael Finley  | 1996 - 2005 (9)  | 5,2      | 626      | 3 245  |
| 6                                          | Mark Aguirre    | 1981 - 1989 (8)  | 6,0      | 536      | 3 244  |
| Nota actualizados a 6 de diciembre de 2019 |                 |                  |          |          |        |

Asistencias totales temporada regular
| #                                          | Jugador          | Temporadas                     | Promedio | Partidos | Total |
| ------------------------------------------ | ---------------- | ------------------------------ | -------- | -------- | ----- |
| 1                                          | Derek Harper     | 1983 - 1994 / 1996 - 1997 (12) | 5,9      | 872      | 5 111 |
| 2                                          | Brad Davis       | 1980 - 1992 (12)               | 5,1      | 883      | 4 524 |
| 3                                          | Jason Kidd       | 1994 - 1997 / 2007-2012 (8)    | 8,4      | 500      | 4 211 |
| 4                                          | Dirk Nowitzki    | 1999 - 2019 (20)               | 2,4      | 1 522    | 3 651 |
| 5                                          | Steve Nash       | 1999 - 2004 (5)                | 7,9      | 368      | 2 919 |
| 6                                          | Rolando Blackman | 1981 - 1992 (11)               | 3,2      | 865      | 2 748 |
| 7                                          | Jason Terry      | 2004 - 2012 (8)                | 4,1      | 619      | 2 524 |
| Nota actualizados a 6 de diciembre de 2019 |                  |                                |          |          |       |

### All Stars
- Dirk Nowitzki - 11 veces (2 titular)
- Jason Kidd - 9 veces (8 Titular)
- Rolando Blackman - 4 veces
- Mark Aguirre - 3 veces
- Michael Finley - 2 veces
- Steve Nash - 1 vez
- Chris Gatling - 1 vez
- James Donaldson - 1 vez
- Josh Howard - 1 vez
- Luka Dončić - 2 veces (2 titular)

## Gestión

### General Managers
| GM               | Periodo       |
| ---------------- | ------------- |
| Norm Sonju       | 1980–1996     |
| Keith Grant      | 1996          |
| Frank Zaccanelli | 1996–1997     |
| Don Nelson       | 1997–2005     |
| Donnie Nelson    | 2005–2021     |
| Nico Harrison    | 2021-presente |

## Premios
| MVP de la temporada - Dirk Nowitzki – 2007 MVP de las Finales - Dirk Nowitzki – 2011 MVP de las Finales de la Conferencia Oeste - Luka Dončić - 2024 Rookie del Año - Jason Kidd – 1995 - Luka Dončić – 2019 Mejor Entrenador del Año - Avery Johnson – 2006 Mejor Sexto Hombre - Roy Tarpley – 1988 - Antawn Jamison – 2004 - Jason Terry – 2009 Jugador Más Deportivo - Jason Kidd − 2012 | Compañero del Año - Dirk Nowitzki – 2017 Mejor Ciudadano J. Walter Kennedy - J. J. Barea − 2018 Mejor quinteto de la Temporada - Dirk Nowitzki – 2005, 2006, 2007, 2009 - Luka Dončić – 2020, 2021, 2022, 2023, 2024 Segundo Mejor quinteto de la Temporada - Dirk Nowitzki – 2002, 2003, 2008, 2010, 2011 Tercer Mejor quinteto de la Temporada - Dirk Nowitzki – 2001, 2004, 2012 - Steve Nash – 2002, 2003 | Mejor quinteto defensivo - Tyson Chandler – 2013 Segundo mejor quinteto defensivo - Derek Harper – 1987, 1990 - Tyson Chandler – 2011,2012 Mejor Quinteto de Rookies - Jay Vincent – 1982 - Sam Perkins – 1984 - Roy Tarpley – 1987 - Jamal Mashburn – 1994 - Jason Kidd – 1995 - Luka Dončić – 2019 Segundo Mejor Quinteto de Rookies - Josh Howard – 2004 - Marquis Daniels – 2004 - Yogi Ferrell – 2017 - Dennis Smith Jr. – 2018 - Dereck Lively II - 2024 Campeón Concurso de Triples - Dirk Nowitzki – 2006 Premio ESPY - Dirk Nowitzki − 2011 |